# دافنيلاف أرتيموف
دافنيلاف أرتيموف (بالرومانية: Dănilă Artiomov)‏ (مواليد 16 أكتوبر 1994) هو سبّاح مولدوفي، مثّل بلاده في الألعاب الأولمبية الصيفية 2012.

## روابط خارجية
دافنيلاف أرتيموف على موقع الاتحاد الدولي للسباحة (الإنجليزية)
- دافنيلاف أرتيموف على موقع أوليمبيديا (الإنجليزية)